# Croixanvec
Croixanvec (in bretone: Kroeshañveg) è una frazione del comune di Saint-Gérand-Croixanvec, nel dipartimento del Morbihan nella regione della Bretagna. In precedenza comune autonomo, il 1º gennaio 2022 è confluito nel nuovo comune di Saint-Gérand-Croixanvec, insieme al comune soppresso di Saint-Gérand.

## Società

### Evoluzione demografica
Abitanti censiti